# Plataplochilus pulcher
Plataplochilus pulcher es una especie de peces de la familia de los pecílidos en el orden de los ciprinodontiformes.

## Distribución geográfica
e encuentran en África: Gabón.